# Роберт Брифо
Роберт Стивен Брифо (француски изговор: , 1874 - 11. децембар 1948) је био француски хирург који је славу стекао као социјални антрополог, а касније у животу и као романописац.

## Биографија
Брифо је рођен у Француској или Лондону, вероватно 1874. године, као син француског дипломате Шарла Фридриха Брифоа, и Шкоткиње Маргарет Ман (рођена Стјуарт). Касније је годину рођења навео као 1876. годину, вероватно да би био довољно млад за регрутовање у Првом светском рату.
Одрастао је у Француској и другде у Европи пратећи свог оца. Након смрти оца 1887. године, Брифо и његова мајка преселили су се на Нови Зеланд . Брифо је стекао академско звање на Универзитету Отаго на Новом Зеланду и тамо започео медицинску праксу. После службе на Западном фронту током рата (где је два пута одликован Војним крстом)), настанио се у Енглеској где се окренуо проучавању социологије и антропологије. Такође је неко време живео у САД, а касније и у Паризу.
Брифо је расправљао о институцији брака са Брониславом Малиновским 1930-их година и дописивао се са Бертрандом Раселом.
Умро је у Хејстингсу, Сасекс, Енглеска, 11. децембра 1948.

Његова прва супруга (м. 1896) била је Ана Кларк, са којом је имала троје деце. После њене смрти 1919. године, оженио се Хермом Хојт (1898–1981), америчком спистељицом и преводиоцем.

## Брифоов закон
Брифо је познат по ономе што се назива Брифоовим законом:
Женка, а не мужјак, одређује све услове породице животиња. Тамо где женка не може извући корист из удруживања са мужјаком, не долази до удруживања. - Роберт Брифо, Мајке. том I, стр. 21

## Радови

### Стручни радови
- Стварање хуманости (1919)
- Псицхе-ова лампа: Преиспитивање психолошких принципа као основа све мисли (1921)
- Мајке: студија о пореклу сентимената и институција, књ. ИИ, књ. ИИИ, (1927) [12]
  - „Групни бракови и сексуални комунизам“. У ВФ Цалвертон, ур., Стварање човека, Савремена библиотека, 1931.
  - „Порекло љубави“. У ВФ Цалвертон, ур., Стварање човека, Савремена библиотека, 1931.
- Рационална еволуција (1930)
- Грех и секс (1931)
- Слом: Слом традиционалне цивилизације (1932)
- Разлози за бес: одабрани есеји (1937)
- Пропад и пад Британског царства (1938)
- Марриаге Паст анд Пресент.  [13] уредио је радио расправу између Брифоа и Бронислав Малиновског, првобитно објављену у серији у Тхе Листенер
- Лес Троубадоурс ет ле Сентимент Романескуе (1945)
  - Трубадури (1965)

### Фикција
- Европа: роман о данима незнања (1935)
  - „Европа“. У Модерне заљубљене жене: Шездесет уметничких дела двадесетог века, Тхе Дриден Пресс, 1945.
- Европа у Лимбу (1937)
- Амбасадорка (1939)
- Фанданго (1940)
- Нови живот господина Мартина (1947)

### Чланци
- „Пропаст старе Европе“, ИИ део, Тхе Енглисх Ревиев, фебруар / март 1920.
- „Немесис“, Тхе Енглисх Ревиев, октобар 1920.
- „Ми“, Тхе Енглисх Ревиев, новембар 1920.
- „Аристократија“, Тхе Енглисх Ревиев, децембар 1920.
- „Неособност“, Тхе Енглисх Ревиев, мај 1921.
- „Тхе Ваил оф Груб Стреет“, Тхе Енглисх Ревиев, јул 1921.
- „Хоће ли моногамија изумрети?“ У Ернест Р. Гровес и Лее М. Броокс, ур., Реадингс ин тхе Фамили, ЈБ Липпинцотт Цомпани, 1934.

### Остало
- „Родни обичаји“. У Едвин РА Селигман, ур., Енциклопедија друштвених наука, књ. ИИ, Тхе Мацмиллан Цомпани, 1930.